# Volley Millenium Brescia 2018-2019
Questa voce raccoglie le informazioni riguardanti il Volley Millenium Brescia nelle competizioni ufficiali della stagione 2018-2019.

## Stagione
Nella stagione 2018-19 il Volley Millenium Brescia assume la denominazione sponsorizzata di Banca Valsabbina Millenium Brescia.
Partecipa per la prima volta alla Serie A1 grazie alla promozione dalla Serie A2 ottenuta nell'annata precedente; chiude la regular season di campionato al decimo posto in classifica, non qualificandosi per i play-off scudetto.

## Organigramma societario
Area direttiva
- Presidente: Roberto Catania

Area tecnica
- Allenatore: Enrico Mazzola
- Allenatore in seconda: Marco Zanelli
- Scout man: Davide Tomasini

## Rosa
| N° | Nome                 | Ruolo | Data di nascita   | Nazionalità sportiva |
| -- | -------------------- | ----- | ----------------- | -------------------- |
| 3  | Giulia Biava         | S     | 19 dicembre 1988  | Italia               |
| 4  | Jessica Rivero       | S     | 15 marzo 1995     | Spagna               |
| 5  | Maria Chiara Norgini | L     | 11 settembre 1998 | Italia               |
| 6  | Miriana Manig        | P     | 18 luglio 1998    | Italia               |
| 7  | Isabella Di Iulio    | P     | 26 novembre 1991  | Italia               |
| 8  | Judith Pietersen     | S     | 3 luglio 1989     | Paesi Bassi          |
| 9  | Francesca Villani    | S     | 30 maggio 1995    | Italia               |
| 10 | Francesca Parlangeli | L     | 23 febbraio 1990  | Italia               |
| 11 | Haleigh Washington   | C     | 22 settembre 1995 | Stati Uniti          |
| 14 | Giulia Bartesaghi    | O     | 5 settembre 1998  | Italia               |
| 15 | Anna Nicoletti       | O     | 3 gennaio 1996    | Italia               |
| 16 | Tiziana Veglia       | C     | 13 settembre 1992 | Italia               |
| 17 | Francesca Baccolo    | C     | 17 giugno 2001    | Italia               |
| 18 | Julija Minjuk        | C     | 23 maggio 2000    | Bielorussia          |

## Mercato
| Acquisti | Acquisti           | Acquisti        | Acquisti   |
| R.       | Nome               | da              | Modalità   |
| -------- | ------------------ | --------------- | ---------- |
| C        | Francesca Baccolo  | Ospitaletto     | definitivo |
| S        | Giulia Bartesaghi  | SAB             | definitivo |
| S        | Giulia Biava       | Pisogne         | definitivo |
| P        | Isabella Di Iulio  | Savino Del Bene | definitivo |
| P        | Miriana Manig      | VolAlto Caserta | definitivo |
| C        | Julija Minjuk      | Pribuž'e Brest  | definitivo |
| O        | Anna Nicoletti     | Imoco           | definitivo |
| S        | Judith Pietersen   | River           | definitivo |
| S        | Jessica Rivero     | Mondovì         | definitivo |
| C        | Haleigh Washington | Olimpia Teodora | definitivo |

| Cessioni | Cessioni          | Cessioni         | Cessioni   |
| R.       | Nome              | a                | Modalità   |
| -------- | ----------------- | ---------------- | ---------- |
| C        | Sara Angelini     | Zambelli Orvieto | definitivo |
| P        | Elena Bortolot    | Pisogne          | definitivo |
| S        | Clara Canton      | Olimpia Teodora  | definitivo |
| S        | Catherine Dailey  | -                | ritirata   |
| O        | Clara Decortes    | Zambelli Orvieto | definitivo |
| S        | Angela Gabbiadini | Don Colleoni     | definitivo |
| C        | Simona Gioli      | Olimpia Teodora  | definitivo |
| P        | Vittoria Prandi   | Zambelli Orvieto | definitivo |

## Risultati

### Serie A1

#### Girone di andata
| 1ª giornata - 28 ottobre 2018 PalaTerdoppio, Novara           | AGIL              | 3 - 0 | Millenium Brescia | 25-11, 25-22, 25-12               |
| 2ª giornata - 1º novembre 2018 PalaGeorge, Montichiari        | Millenium Brescia | 3 - 1 | San Casciano      | 26-24, 19-25, 25-14, 25-21        |
| 3ª giornata - 4 novembre 2018 Centro Pavesi, Milano           | Club Italia       | 1 - 3 | Millenium Brescia | 16-25, 25-23, 18-25, 10-25        |
| 4ª giornata - 11 novembre 2018 PalaBaldinelli, Osimo          | Filottrano        | 1 - 3 | Millenium Brescia | 22-25, 25-23, 23-25, 19-25        |
| 5ª giornata - 14 novembre 2018 PalaGeorge, Montichiari        | Millenium Brescia | 2 - 3 | Cuneo Granda      | 25-15, 25-27, 22-25, 25-18, 12-15 |
| 6ª giornata - 18 novembre 2018 PalaGeorge, Montichiari        | Millenium Brescia | 1 - 3 | Bergamo           | 21-25, 24-26, 25-22, 23-25        |
| 8ª giornata - 2 dicembre 2018 PalaRadi, Cremona               | Casalmaggiore     | 3 - 2 | Millenium Brescia | 18-25, 25-17, 25-21, 18-25, 15-8  |
| 9ª giornata - 9 dicembre 2018 PalaGeorge, Montichiari         | Millenium Brescia | 1 - 3 | UYBA              | 21-25, 25-18, 24-26, 36-38        |
| 10ª giornata - 16 dicembre 2018 Palazzetto dello Sport, Monza | Pro Victoria      | 3 - 1 | Millenium Brescia | 25-23, 25-10, 22-25, 25-17        |
| 11ª giornata - 22 dicembre 2018 PalaGeorge, Montichiari       | Millenium Brescia | 3 - 2 | Chieri '76        | 25-23, 22-25, 22-25, 25-20, 17-15 |
| 12ª giornata - 26 dicembre 2018 PalaVerde, Villorba           | Imoco             | 2 - 3 | Millenium Brescia | 25-20, 24-26, 25-18, 22-25, 17-19 |
| 13ª giornata - 29 dicembre 2018 PalaGeorge, Montichiari       | Millenium Brescia | 0 - 3 | Savino Del Bene   | 17-25, 21-25, 14-25               |

#### Girone di ritorno
| 1ª giornata - 6 gennaio 2019 PalaTerdoppio, Novara         | Millenium Brescia | 3 - 2 | AGIL              | 25-20, 25-19, 20-25, 18-25, 15-13 |
| 2ª giornata - 9 gennaio 2019 PalaGeorge, Montichiari       | San Casciano      | 3 - 0 | Millenium Brescia | 25-23, 25-21, 27-25               |
| 3ª giornata - 13 gennaio 2019 Centro Pavesi, Milano        | Millenium Brescia | 3 - 0 | Club Italia       | 25-16, 25-15, 25-13               |
| 4ª giornata - 26 gennaio 2019 PalaBaldinelli, Osimo        | Millenium Brescia | 3 - 0 | Filottrano        | 27-25, 25-20, 25-22               |
| 5ª giornata - 30 gennaio 2019 PalaGeorge, Montichiari      | Cuneo Granda      | 3 - 2 | Millenium Brescia | 20-25, 25-22, 22-25, 25-17, 17-15 |
| 6ª giornata - 9 febbraio 2019 PalaGeorge, Montichiari      | Bergamo           | 3 - 1 | Millenium Brescia | 25-13, 22-25, 25-15, 25-21        |
| 8ª giornata - 24 febbraio 2019 PalaRadi, Cremona           | Millenium Brescia | 0 - 3 | Casalmaggiore     | 22-25, 24-26, 22-25               |
| 9ª giornata - 2 marzo 2019 PalaGeorge, Montichiari         | UYBA              | 3 - 0 | Millenium Brescia | 25-18, 25-20, 25-18               |
| 10ª giornata - 10 marzo 2019 Palazzetto dello Sport, Monza | Millenium Brescia | 2 - 3 | Pro Victoria      | 25-15, 25-20, 12-25, 25-27, 12-15 |
| 11ª giornata - 17 marzo 2019 PalaGeorge, Montichiari       | Chieri '76        | 0 - 3 | Millenium Brescia | 23-25, 15-25, 23-25               |
| 12ª giornata - 24 marzo 2019 PalaVerde, Villorba           | Millenium Brescia | 3 - 2 | Imoco             | 25-15, 17-25, 15-25, 28-26, 16-14 |
| 13ª giornata - 30 marzo 2019 PalaGeorge, Montichiari       | Savino Del Bene   | 3 - 0 | Millenium Brescia | 25-19, 25-7, 25-11                |

## Statistiche

### Statistiche di squadra
| Competizione | Punti | In casa | In casa | In casa | In trasferta | In trasferta | In trasferta | Totale | Totale | Totale |
| Competizione | Punti | G       | V       | P       | G            | V            | P            | G      | V      | P      |
| ------------ | ----- | ------- | ------- | ------- | ------------ | ------------ | ------------ | ------ | ------ | ------ |
| Serie A1     | 30    | 12      | 6       | 6       | 12           | 4            | 8            | 24     | 10     | 14     |
| Totale       | -     | 12      | 6       | 6       | 12           | 4            | 8            | 24     | 10     | 14     |

G = partite giocate; V = partite vinte; P = partite perse

### Statistiche dei giocatori
| Giocatore     | Serie A1 | Serie A1 | Serie A1 | Serie A1 | Serie A1 | Totale | Totale | Totale | Totale | Totale |
| Giocatore     | P        | PT       | AV       | MV       | BV       | P      | PT     | AV     | MV     | BV     |
| ------------- | -------- | -------- | -------- | -------- | -------- | ------ | ------ | ------ | ------ | ------ |
| F. Baccolo    | 2        | 0        | 0        | 0        | 0        | 2      | 0      | 0      | 0      | 0      |
| G. Bartesaghi | 21       | 16       | 14       | 2        | 0        | 21     | 16     | 14     | 2      | 0      |
| G. Biava      | 15       | 10       | 9        | 1        | 0        | 15     | 10     | 9      | 1      | 0      |
| I. Di Iulio   | 24       | 36       | 14       | 7        | 15       | 24     | 36     | 14     | 7      | 15     |
| M. Manig      | 18       | 2        | 2        | 0        | 0        | 18     | 2      | 2      | 0      | 0      |
| J. Minjuk     | 18       | 68       | 49       | 13       | 6        | 18     | 68     | 49     | 13     | 6      |
| A. Nicoletti  | 24       | 346      | 294      | 29       | 23       | 24     | 346    | 294    | 29     | 23     |
| M. Norgini    | 19       | 2        | 0        | 0        | 2        | 19     | 2      | 0      | 0      | 2      |
| F. Parlangeli | 24       | 0        | 0        | 0        | 0        | 24     | 0      | 0      | 0      | 0      |
| J. Pietersen  | 16       | 116      | 106      | 5        | 5        | 16     | 116    | 106    | 5      | 5      |
| J. Rivero     | 19       | 226      | 192      | 5        | 29       | 19     | 226    | 192    | 5      | 29     |
| T. Veglia     | 23       | 148      | 87       | 58       | 3        | 23     | 148    | 87     | 58     | 3      |
| F. Villani    | 24       | 309      | 275      | 24       | 10       | 24     | 309    | 275    | 24     | 10     |
| H. Washington | 18       | 168      | 117      | 41       | 10       | 18     | 168    | 117    | 41     | 10     |

P = presenze; PT = punti totali; AV = attacchi vincenti; MV = muri vincenti; BV = battute vincenti